# The Addams Family (musical)
The Addams Family (La familia Addams a Espanya o Los locos Addams a l'Amèrica Llatina) és un musical amb cançons d'Andrew Lippa i llibret de Marshall Brickman i Rick Elice, basat en les vinyetes homònimes de Charles Addams sobre un excèntric clan familiar amb gust pel macabre. Encara que hi ha nombroses adaptacions televisives i cinematogràfiques d'aquests personatges, l'obra suposa la seva primera incursió sobre els escenaris.
L'espectacle es va estrenar a 2010 al Lunt-Fontanne Theatre de Broadway, amb Nathan Lane i Bebe Neuwirth en els papers protagonistes, i va ser nominat a dos premis Tony. El 2011 el llibret i les cançons van patir importants canvis de cara a la primera gira nord-americana i des de llavors aquesta versió és la que s'utilitza en totes les produccions internacionals.

## Desenvolupament
Al maig de 2007, la companyia Elephant Eye Theatrical va anunciar l'adquisició dels drets per desenvolupar un musical a partir dels personatges de Charles Addams, amb vista a estrenar a Broadway durant la temporada 2009/2010. Encara que anteriorment la Tee & Charles Addams Foundation havia autoritzat diverses adaptacions televisives i cinematogràfiques de «La família Addams», aquesta era la primera vegada que es donava llum verda a un muntatge teatral. Com a condició es va imposar que l'obra havia d'estar basada en les vinyetes originals i no en les sèries de televisió i pel·lícules ja existents.
Marshall Brickman i Rick Elice van ser contractats per escriure el llibret, mentre que Andrew Lippa es va fer càrrec de la música i les lletres. La direcció va recaure en Julian Crouch i Phelim McDermott, que també van assumir el disseny de producció. A l'hora de decidir l'aspecte del musical, Brickman i Elice es van inspirar en el personatge de Fester Addams i van perfilar l'espectacle com si estiguessin mirant a través dels seus ulls.
Abans de la seva arribada a Broadway, The Addams Family va debutar a manera de prova a l'Oriental Theatre de Chicago, on es va representar entre el 9 de desembre de 2009 i el 10 de gener de 2010, amb el mateix elenc que després aniria a Nova York. Aquestes primeres funcions van servir per introduir ajustos en el text i rebutjar cançons que no acabaven d'encaixar, com és el cas de "Clandango", "Passionate and True", "At Seven" i "Second Banana", reemplaçades per "When You're an Addams", "Where Did We Go Wrong?", "Morticia" i "Just Around the Corner" en donar el salt a Broadway. A més, altres números musicals com "One Normal Night", "Full Disclosure (Part 2)", "Crazier Than You", "Tango d'amor" i "Move Toward the Darkness" van ser revisats.

## Produccions

### Broadway
La première oficial novaiorquesa va tenir lloc el 8 de abril de 2010 al Lunt-Fontanne Theatre de Broadway, amb funcions prèvies des del 8 de març i un repartiment encapçalat per Nathan Lane com a Gómez Addams, Bebe Neuwirth com a Morticia Addams, Krysta Rodriguez com a Wednesday Addams, Kevin Chamberlin com a Uncle Fester, Jackie Hoffman com Grandma Addams, Adam Riegler com Pugsley Addams, Zachary James com Lurch, Terrence Mann com Mal Beineke, Carolee Carmello com Alice Beineke i Wesley Taylor com Lucas Beineke. L'equip creatiu el van formar Phelim McDermott i Julian Crouch en la direcció, Sergio Trujillo a la coreografia, Phelim McDermott i Julian Crouch en el disseny de producció, Natasha Katz en el disseny d'il·luminació, Acme Sound Partners i Nevin Steinberg en el disseny de so i Mary-Mitchell Campbell en la direcció musical. La inversió total va ascendir a 16,5 milions de dòlars.
Tot i que la resposta del públic va ser en general bona, la crítica especialitzada va rebre l'obra amb fredor i en l'edició de 2010 dels premis Tony únicament va obtenir dues nominacions (millor música original i millor actor de repartiment).
Després de 722 funcions regulars i 35 prèvies, The Addams Family va baixar el teló per última vegada el 31 de desembre de 2011. Durant el temps que va romandre en cartell, l'espectacle va veure passar pel seu elenc a diferents protagonistes, incloent a Roger Rees com Gómez Addams, Brooke Shields com Morticia Addams, Rachel Potter com Wednesday Addams, Brad Oscar com a Uncle Fester, Adam Grupper com Mal Beineke, Heidi Blickenstaff com Alice Beineke i Jesse Swenson com Lucas Beineke. L'actriu Cassandra Peterson, coneguda pel personatge de Elvira, Mistress of the Dark, va estar en negociacions per interpretar a Morticia, però finalment la seva participació no va arribar a materialitzar-se.

### Argentina
La primera versió en castellà es va representar entre el 19 juny i el 17 de novembre de 2013 al Teatre Òpera de Buenos Aires, sota el títol de «Los locos Addams». Igual que la resta de posades en escena internacionals, el muntatge va incorporar els canvis introduïts per a la gira nord-americana i va estar protagonitzat per Gabriel Goity com Homer Addams, Julieta Díaz com Morticia Addams, Laura Esquivel com Merlina Addams, Santiago Rius com Oncle Lucas, Gabi Goldberg com Àvia Addams, Kevin Tomàs La Bella, Valentino Grizutti, Tadeo Viano Galvé i Jorge Omar Chamorro alternant com Pèricles Addams, Marcelo Albamonte com Llarg, Alejandro Viola com Maurici Beineke, Dolors Ocampo com Alicia Beineke i Marc Dimónaco com Tomás Beineke. La producció va ser a càrrec de Time for Fun, amb Rocío Rodríguez com a directora resident i Gerardo Gardelin al capdavant de l'orquestra. L'adaptació del llibret i les lletres va portar la signatura d'Enrique Pinti.

### Espanya
A Espanya es va estrenar oficialment el 10 d'octubre de 2017 al Teatre Calderón de Madrid, amb Xavi Mira com Gómez Addams, Carme Conesa com Morticia Addams, Lydia Fairén com Wednesday Addams, Fernando Samper com Oncle fètida, Meritxell Duró com Àvia Addams, Alejandro taula com Pugsley Addams, Javier Canales com Lurch, Andrés Navarro com Mal Beineke, Julia Möller com Alice Beineke i Íñigo Etayo com Lucas Beineke.
Produïda per LetsGo Company, la versió espanyola compta amb direcció d'Esteve Ferrer, coreografia de Montse Colomé, disseny d'escenografia i vestuari de Felype de Lima, disseny d'il·luminació de Juanjo Llorens i disseny de so de Javier Isequilla. La traducció del text ha estat realitzada pel mateix Esteve Ferrer, qui també s'ha encarregat de l'adaptació de les lletres al costat de Silvia Montesinos. La direcció musical inicialment va recaure en Pere Arriero i en l'actualitat està en mans d'Adrià Aguilera.
La familia Addams va acomiadar-se de Madrid el 8 d'abril de 2018 i a continuació es va embarcar en una gira nacional per les principals ciutats espanyoles, destacant una parada de tres mesos al Teatre Coliseum de Barcelona entre el 23 de octubre de 2018 i el 13 de gener de 2019. De cara a la gira, Frank Capdet es va unir a l'elenc com Oncle Fester en substitució de Fernando Samper. Posteriorment, la companyia ha anat renovant-se amb diferents intèrprets, incloent a Eva Maria Cortés com Alice Beineke i Fabio Arrante com Lucas Beineke.

### Altres produccions
The Addams Family s'ha representat a països com Albània, Alemanya, Argentina, Austràlia, Brasil, Canadà, Xina, Espanya, Estats Units, Filipines, Finlàndia, França, Guatemala, Irlanda, Itàlia, Japó, Lituània, Mèxic, Països Baixos, Perú, Regne Unit, República Txeca, República Dominicana, Singapur o Suècia, i ha estat traduït a multitud d'idiomes.
La primera gira nord-americana va començar el 15 de setembre de 2011 al Mahalia Jackson Theater for the Performing Arts de Nova Orleans, amb Douglas Sills com Gómez Addams i Sara Gettelfinger com Morticia Addams, i va finalitzar el 30 de desembre de 2012 al Segerstrom Center for the Arts de Costa Mesa. Sota la supervisió del director Jerry Zaks, el muntatge va introduir importants canvis respecte al seu homòleg novaiorquès, destacant una nova línia argumental en la trama i un llistat de cançons completament revisat. Des de llavors aquesta versió és la que s'utilitza en totes les posades en escena internacionals.
Brasil va ser el país escollit per a la première en llengua no anglesa de La familia Addams. Produïda per Time for Fun i protagonitzada per Daniel Boaventura com Gómez Addams i Marisa Orth com Morticia Addams, l'adaptació brasilera es va representar al Teatre Abril de São Paulo entre el 2 de març i el 16 de desembre de 2012, i al Teatre Viu Rio de Rio de Janeiro entre el 10 de gener i el 7 de abril de 2013.
Un segon tour nord-americà va arrencar l'1 de febrer de 2013 al Shubert Theatre de New Haven i va romandre a la carretera durant més d'un any, acomiadant-se definitivament el 18 de maig de 2014 al Clowes Memorial Hall de Indianapolis. Jesse Sharp com Gómez Addams i KeLeen Snowgren com Morticia Addams van liderar el repartiment d'aquest muntatge que també va visitar la Xina i Singapur.
Al Regne Unit, The Addams Family va debutar amb una producció en gira que va recórrer el país entre el 20 d'abril i el 4 de novembre de 2017, protagonitzada per Cameron Blakely com Gómez Addams i Samantha Womack com Morticia Addams. La versió britànica no va ser una rèplica de la posada en escena original sinó que va comptar amb un equip creatiu propi dirigit per Matthew White.

## Sinopsi

### Versió de Broadway

#### Acte I
La macabla família Addams està visitant el cementiri per a una reunió anual de tots els membres de la família (vius, morts i indecisos) per celebrar el que és ser un Addams ("When You're an Addams"). L'oncle Fester impedeix que els Ancestres tornin a les seves tombes per demanar-los ajut. Explica que Wednesday, sota protesta, ha convidat el seu nou nuvi (normal), Lucas Beineke, i els seus pares, Mal i Alice, a sopar. Mentre tortura a Pugsley en un bastidor, Wednesday, admet que l'amor l'està tombant en una nova direcció ("Pulled"). Mentrestant, els pares de Wednesday, Morticia i Gomez, es preocupen per com està canviant ("Where Did We Go Wrong").
Quan arriben els Beinekes, Wednesday i Lucas demanen a les seves famílies que actuïn de manera normal perquè tots puguin gaudir d'un sopar senzill ("One Normal Night"). Però en el moment en què Lurch fa passar els Beinekes a la mansió, les tensions comencen a aparèixer. Mal vol derrocar la vella casa, Alice comença a escoltar poemes feliços a l'atzar, Pugsley, Fester i l'Àvia fracassen quan actuen normalment i Wednesday, després de vestir de negre durant divuit anys, apareix amb un vestit de color groc brillant. Més tard, Lucas i Wednesday, allunyats de les seves famílies, revelen que la raó per la qual van reunir les seves famílies és anunciar que es casen. Gomez i Mal comparteixen una copa on Mal és presentat a Bernice, el gegant de la família, i Alice admet a Morticia que el seu matrimoni amb Mal ha perdut la passió. Morticia escolta Wednesday cridant la cridava vella i es preocupava que tingués peus de corb. Rebutja la petició de Gomez al tango, deixant-ho sol i insatisfet ("Morticia"). Mentrestant, Pugsley està preocupat perquè la vida amorosa de Wednesday significa que ja no el torturarà. Roba una poció de l'àvia després que ella ho revela que farà que la persona fosca. Pugsley té previst posar-li a Wednesday durant el sopar ("What If?").
Al sopar es juga "The Game", on cada persona a la taula confessa alguna cosa ("Full Disclosure"). Gómez explica una història sobre espantar els corbs i els peus, però molesta a Morticia comparant-la accidentalment amb una cabra, mentre que l'oncle Fester admet que està enamorat de la lluna. En una barreja, Alice beu la poció de Pugsley i, davant de tothom, declara el seu matrimoni amb Mal un embolcall sense amor mentre revela la seva misèria ("Waiting"). Mentre Mal, humiliat, intenta sortir amb la seva família, Wednesday anuncia que ella i Lucas es casaran, de manera que Lucas acaba d'acord. El caos envolta les dues famílies, i l'oncle Fester, tractant de ser d'ajuda, instrueix els avantpassats a crear una tempesta sobtada i terrible, atrapant a tothom a la mansió de nit ("Full Disclosure – Part 2").

#### Acte II
Durant la tempesta, Wednesday intenta sortir, però Lucas vol quedar-se i treballar amb les seves famílies, fent que la parella tingui la seva primera baralla. Més endavant, Morticia tem que ja no sigui rellevant per a la seva pròpia família, i es recorda que la mort l'espera ("Just Around The Corner"). Mal i Alice comencen a lluitar pel seu matrimoni al sopar després que Alice faci un poema que no rima. L'oncle Fester demana un interludi mentre toca el seu ukelele, cantant una cançó d'amor a la Lluna ("The Moon and Me").
Sortint al pati, Wednesday corre fins a Gomez. Ell està feliç que hagi trobat algú a qui estimar, però trist que la seva filla creixi ("Happy / Sad"). Wednesday es queda preocupanda que ella i Lucas siguin massa diferents. Llavors, com a mostra de confiança, Lucas li tapa els ulls i li deixa disparar una poma del cap amb una ballesta ("Crazier Than You"). Ella té èxit i els dos s'abracen. Pugsley no pot dormir, i Morticia el relaxa una mica, però no pot confessar el que va fer amb Alice. A la gruta, Gomez i Fester intenten que Mal s'obre sobre els seus sentiments sense èxit ("Let's Not Talk About Anything Else But Love"). Bernice finalment el segrestà i el porta a les clavegueres. L'Àvia, escoltant la paraula "amor", va a cantar amb Gomez i Fester ("Let's Not Talk About Anything Else But Love" (reprise)). Moments després, Alice és conduïda a la gruta per Lurch, on Mal, que ara torna a nedar amb Bernice, ha après a apreciar el que té després de passar temps entre els braços d'un calamar apassionat i anuncia que encara estima Alice ("In the Arms"). Gómez arriba ara al terrat per professar el seu amor per Morticia ("Live Before We Die"). Es besen i comencen un tango ("Tango de Amor").
Amb totes les parelles reunides, Pugsley admet haver-li passat la poció a Alice, però és felicitat, ja que ha reunit a tothom. L'oncle Fester, que porta un coet, li diu a tothom que marxa volant per estar amb la lluna. A mesura que les famílies canten una última balada, tots se senten sorpresos quan Lurch canta en veu alta per primera vegada, tal com es veu una bufada de fum a la lluna, assenyalant que Fester acaba d'arribar ("Move Toward the Darkness").

## Números musicals
| Acte I                   |                               |                               |                             |
| Títol original           | Títol a Argentina             | Títol a Mèxic                 | Títol a Espanya             |
| Overture                 | Obertura                      | Obertura                      | Obertura                    |
| When You're an Addams    | Si sos un Addams              | Si eres un Addams             | Cuando eres Addams          |
| Fester's Manifesto †     | El manifiesto de Lucas        | El manifiesto de Lucas        | El manifiesto de Fétido     |
| Two Things †             | Dos cosas                     | Dos cosas                     | Dos cosas                   |
| Wednesday's Growing Up † | Ella ya creció                | Ella ya creció                | Se ha hecho tan mayor       |
| Three Things †           | Tres cosas                    | Tres cosas                    | Tres cosas                  |
| Trapped †                | Atrapado                      | Atrapado                      | Voy mal                     |
| Pulled                   | Un nuevo camino               | Un nuevo camino               | Por mal camino              |
| Four Things †            | Cuatro cosas                  | Cuatro cosas                  | Cuatro cosas                |
| One Normal Night         | Noche normal                  | Noche normal                  | Normalidad                  |
| But Love                 | Vamos a hablar de amor        | Vamos a hablar de amor        | Hoy toca hablar de amor     |
| Secrets †                | Secretos                      | Secretos                      | Secretos                    |
| Trapped (Reprise) †      | Atrapado (Reprise)            | Atrapado (Reprise)            | Voy mal (Reprise)           |
| What If (Gomez) †        | Y sí? (Homero)                | Qué tal si? (Homero)          | Y si ya? (Gómez)            |
| What If (Pugsley)        | Y sí? (Pericles)              | Qué tal si? (Pericles)        | Y si ya? (Pugsley)          |
| Full Disclosure (Part 1) | La verdad desnuda (Parte 1)   | La verdad desnuda (Parte 1)   | Lo confieso (Parte 1)       |
| Waiting                  | Esperando                     | Esperando                     | Esperar                     |
| Full Disclosure (Part 2) | La verdad desnuda (Parte 2)   | La verdad desnuda (Parte 2)   | Lo confieso (Parte 2)       |
| Acte II                  |                               |                               |                             |
| Títol original           | Títol a Argentina             | Títol a Mèxic                 | Títol a Espanya             |
| Entr'acte                | Entreacto                     | Entreacto                     | Entreacto                   |
| Just Around the Corner   | Con la muerte en cada esquina | Con la muerte en cada esquina | Suerte que la muerte acecha |
| The Moon and Me          | La luna y yo                  | La luna y yo                  | La luna y yo                |
| Happy/Sad                | Feliz/Triste                  | Feliz/Triste                  | Feliz/Triste                |
| Crazier Than You         | Más loca que vos              | Más loca puedo ser            | Tan loco como tú            |
| Not Today †              | Dijo no                       | Ahora no                      | Al sofá                     |
| Let's Live Before We Die | Ya basta de sufrir            | Vivir y no morir              | Vivir hasta morir           |
| Tango de amor            | Tango de amor                 | Tango de amor                 | Tango de amor               |
| Move Toward the Darkness | Vamos a las sombras           | Ven hacia las sombras         | Ven a las tinieblas         |

† Números musicals no inclosos a la producción original de Broadway.

## Repartiments originals
| Personatge       | Broadway (2010)  | Gira per Nord-amèrica (2011) | Buenos Aires (2013)                                                           | Ciutat de Mèxic (2014)                | Gira al Regne Unit (2017) | Barcelona (2018) |
| Gómez Addams     | Nathan Lane      | Douglas Sills                | Gabriel Goity                                                                 | Jesús Ochoa                           | Cameron Blakely           | Xavi Mira        |
| Morticia Addams  | Bebe Neuwirth    | Sara Gettelfinger            | Julieta Díaz                                                                  | Susana Zabaleta                       | Samantha Womack           | Carme Conesa     |
| Wednesday Addams | Krysta Rodriguez | Cortney Wolfson              | Laura Esquivel                                                                | Gloria Aura                           | Carrie Hope Fletcher      | Lydia Fairén     |
| Uncle Fester     | Kevin Chamberlin | Blake Hammond                | Santiago Ríos                                                                 | Gerardo González                      | Les Dennis                | Frank Capdet     |
| Grandma Addams   | Jackie Hoffman   | Pippa Pearthree              | Gabi Goldberg                                                                 | Raquel Pankowsky                      | Valda Aviks               | Meritxell Duró   |
| Pugsley Addams   | Adam Riegler     | Patrick D. Kennedy           | Kevin Tomás La Bella Valentino Grizutti Tadeo Viano Galvé Jorge Omar Chamorro | Sebastián Gallegos Miguel Ángel Pérez | Grant McIntyre            | Alejandro Mesa   |
| Lurch            | Zachary James    | Tom Corbeil                  | Marcelo Albamonte                                                             | José Roberto Pisano                   | Dickon Gough              | Javier Canales   |
| Mal Beineke      | Terrence Mann    | Martin Vidnovic              | Alejandro Viola                                                               | Tomás Castellano                      | Dale Rapley               | Andrés Navarro   |
| Alice Beineke    | Carolee Carmello | Crista Moore                 | Dolores Ocampo                                                                | Marisol del Olmo                      | Charlotte Page            | Julia Möller     |
| Lucas Beineke    | Wesley Taylor    | Brian Justin Crum            | Marco Dimónaco                                                                | Luja Duhart                           | Oliver Ormso              | Íñigo Etayo      |

## Rebuda
La crítica de Variety de la prova de Chicago va dir que «L'espectacle [està] massa carregat i poc focalitzat ... Des d'una perspectiva estructural, la narració és tota una acció creixent seguida d'una resolució ràpida i no gens convincent ... és molt divertit, amb capgrossos especials per Chamberlin, el número ultra-corny de "The Moon and Me" és un tema còmic, i també a Hoffman i Lane». El crític de teatre de Chicago Sun-Times va escriure una revisió laudatòria, però, mentre que el crític de Chicago Tribune va trobar el musical agradable, va sentir "que l'espectacle és segrestat per Addamses comportant-se estranyament (és a dir normalment)" i que per Morticia. la crisi de confiança sobre l'envelliment "és" un gir narratiu molt inquiet.
Les ressenyes sobre la producció de Broadway van ser mixtes, però sobretot negatives (la nota mitjana de 27 principals comentaris va ser "D +"). John Simon, escrivint a Bloomberg News l'anomenà "Un musical fantasmagòric en què els ràpids i els morts són igualment plens de caràcter, sobretot el cor dels avantpassats que exhibeixen un meravellós esprit de cos." No obstant això, Ben Brantley al The New York Times va escriure que és "un tebi goulash de les rutines de cant i dansa de vodevil, acuditsBorscht Belt, comèdia sense agulló Zingers i trames romàntiques casolanes". Hi va haver un elogi general pels intèrprets, en particular Nathan Lane. Un crític de Associated Press va declarar: "Lane, completat amb un accent deliciós fals espanyol, és l'actor que més treballa a Broadway. Tot el que estiguin pagant, i espero que valgui molt, val la pena el preu. L'actor té un gust teatral. això fa que el moviment sigui musical sempre que surti a l'escenari ".
Tot i moltes crítiques negatives dels crítics de Nova York, ha jugat constantment fins al 100% de capacitat i va obtenir el tercer lloc només desprçes de Wicked i The Lion King cada setmana des que es va obrir a les previes. The New York Times va informar que malgrat "la mena de crítiques fastigoses que enterrarien la majoria dels espectacles", la producció va tenir 851.000 dòlars en vendes d'entrades per sobre d'una venda anticipada de 15 milions de dòlars el cap de setmana després de la seva estrena, "xifres enormes per a un nou espectacle de Broadway ". The Times va atribuir aquest èxit a un entranyable títol de marca, nostàlgia, força de les estrelles i una campanya de màrqueting de primera fila per part dels productors.
El retorn després de la gira a Chicago va ser reconegut com a "triomfant" (New City Chicago), i va traslladar Hedy Weiss del Chicago Sun-Times a emetre aquesta directiva: "Nota a Broadway (i no per primera vegada): Si voleu veure com fer un musical realment encaixat: com connectar-vos amb un públic d'aquella manera tan estranya que és tan crucial per a l'èxit, com delinear els personatges de manera que no podem evitar animar-los i com girar-los? cada número de producció en una explosió de cançó i dansa fantàstica: visiteu el Mercury Theatre de Chicago idealment íntim. "

## Premis i nominacions

### Producció original de Broadway
| Any  | Premi                      | Categoria                                         | Nominat(s)                                    | Resultat   |
| ---- | -------------------------- | ------------------------------------------------- | --------------------------------------------- | ---------- |
| 2010 | Premi Tony                 | Millor banda sonora                               | Andrew Lippa                                  | Nominat    |
| 2010 | Premi Tony                 | Millor actor de repartiment de musical            | Kevin Chamberlin                              | Nominat    |
| 2010 | Premi Drama Desk           | Musical Més Destacat                              | Musical Més Destacat                          | Nominat    |
| 2010 | Premi Drama Desk           | Actor en un Musical Més Destacat                  | Nathan Lane                                   | Nominat    |
| 2010 | Premi Drama Desk           | Actor de repartiment en un Musical Més Destacat   | Kevin Chamberlin                              | Nominat    |
| 2010 | Premi Drama Desk           | Actriu de repartiment en un Musical Més Destacada | Carolee Carmello                              | Nominada   |
| 2010 | Premi Drama Desk           | Música Més Destacada                              | Andrew Lippa                                  | Nominat    |
| 2010 | Premi Drama Desk           | Lletres Més Destacades                            | Andrew Lippa                                  | Nominat    |
| 2010 | Premi Drama Desk           | Escenografia Més Destacada                        | Phelim McDermott, Julian Crouch i Basil Twist | Guanyador  |
| 2010 | Premi Drama Desk           | Il·luminació Més Destacada                        | Natasha Katz                                  | Nominat    |
| 2010 | Premi Drama League         | Producció d'un musical distingida                 | Producció d'un musical distingida             | Nominat    |
| 2010 | Premi Drama League         | Assoliment distingit en el teatre musical         | Nathan Lane                                   | Guanyador  |
| 2010 | Premi Drama League         | Actuació distingida                               | Nathan Lane                                   | Nominat    |
| 2010 | Premi Drama League         | Actuació distingida                               | Bebe Neuwirth                                 | Nominada   |
| 2010 | Premi Outer Critics Circle | Actor Més Destacat en un Musical                  | Nathan Lane                                   | Nominat    |
| 2010 | Premi Outer Critics Circle | Actriu Més Destacada en un Musical                | Bebe Neuwirth                                 | Nominada   |
| 2010 | Premi Outer Critics Circle | Actor de repartiment Més Destacat en un Musical   | Kevin Chamberlin                              | Nominat    |
| 2010 | Premi Outer Critics Circle | Actriu de repartiment Més Destacada en un Musical | Carolee Carmello                              | Nominada   |
| 2010 | Premi Outer Critics Circle | Escenografia Més Destacada (obra o musical)       | Phelim McDermott i Julian Crouch              | Guanyadors |

### Producció de Chicago 2015
| Any  | Premi      | Categoria                           | Nominat(s)                 | Resultat  |
| ---- | ---------- | ----------------------------------- | -------------------------- | --------- |
| 2015 | Premi Jeff | Production—Musical—Midsize          | Production—Musical—Midsize | Guanyador |
| 2015 | Premi Jeff | Disseny de vestuari—Midsize         | Frances Maggio             | Nominada  |
| 2015 | Premi Jeff | Actor en un paper principal—Musical | Karl Hamilton              | Nominat   |

### Gira pel Regne Unit
| Any  | Premi              | Categoria                   | Nominat(s)                | Resultat  |
| ---- | ------------------ | --------------------------- | ------------------------- | --------- |
| 2018 | Premi Whatsonstage | Millor producció regional   | Millor producció regional | Nominat   |
| 2018 | Premi Whatsonstage | Millor actriu en un musical | Carrie Hope Fletcher      | Guanyador |